# Tibor Benkő
Tibor Benkő (ur. 16 października 1955 w Nyíregyházie) – węgierski żołnierz, generał pułkownik, w latach 2010–2018 szef Sztabu Obrony Republiki Węgierskiej, od 2018 do 2022 minister obrony.

## Życiorys
W 1979 ukończył węgierską szkołę wojskową Kossuth Lajos Katonai Főiskola. Kształcił się w szkołach wojskowych w ZSRR (1985–1988) i USA (2000–2001). W latach 2004–2006 studiował zarządzanie zasobami ludzkimi na uniwersytecie Szent István Egyetem. Doktoryzował się w zakresie nauk o wojskowości w 2010 w uczelni wojskowej Zrínyi Miklós Nemzetvédelmi Egyetem.
Od 1979 żołnierz zawodowy, podjął służbę w artylerii. W 1995 awansował na pułkownika, w 2001, 2007 i 2010 otrzymywał kolejne stopnie generalskie. Od 1993 dowodził jednostkami artylerii w Kiskunhalas. W 2001 został dowódcą brygady piechoty w Debreczynie, a w 2005 zastępcą dowódcy wojsk lądowych, w latach 2006–2007 pełnił obowiązki dowódcy wojsk lądowych. W latach 2007–2009 był zastępcą dowódcy sił połączonych, następnie do 2010 dowódcą sił połączonych. W 2010 objął obowiązki szefa Sztabu Obrony, wykonując je do 2018.
W kwietniu 2018 premier Viktor Orbán ogłosił jego kandydaturę na urząd ministra obrony w swoim czwartym rządzie. Urząd ten objął 18 maja tegoż roku, sprawował go do maja 2022.
Odznaczony Krzyżem Komandorskim z Gwiazdą Orderu Zasługi odmiany wojskowej, a także Legią Zasługi II klasy i Legią Honorową IV klasy.